# Liste de châteaux en Grèce
Cette liste de châteaux en Grèce, non exhaustive, regroupe des châteaux situés en Grèce.

## Préambule
La liste inclut les châteaux au sens large du terme, c'est-à-dire :
- Les châteaux
- Les citadelles
- Les forteresses
- Les villes fortifiées
- Les ruines

## Liste des châteaux
- Palais des grands maîtres à Rhodes : forteresse byzantine

- Monemvasia : ville fortifiée[1]

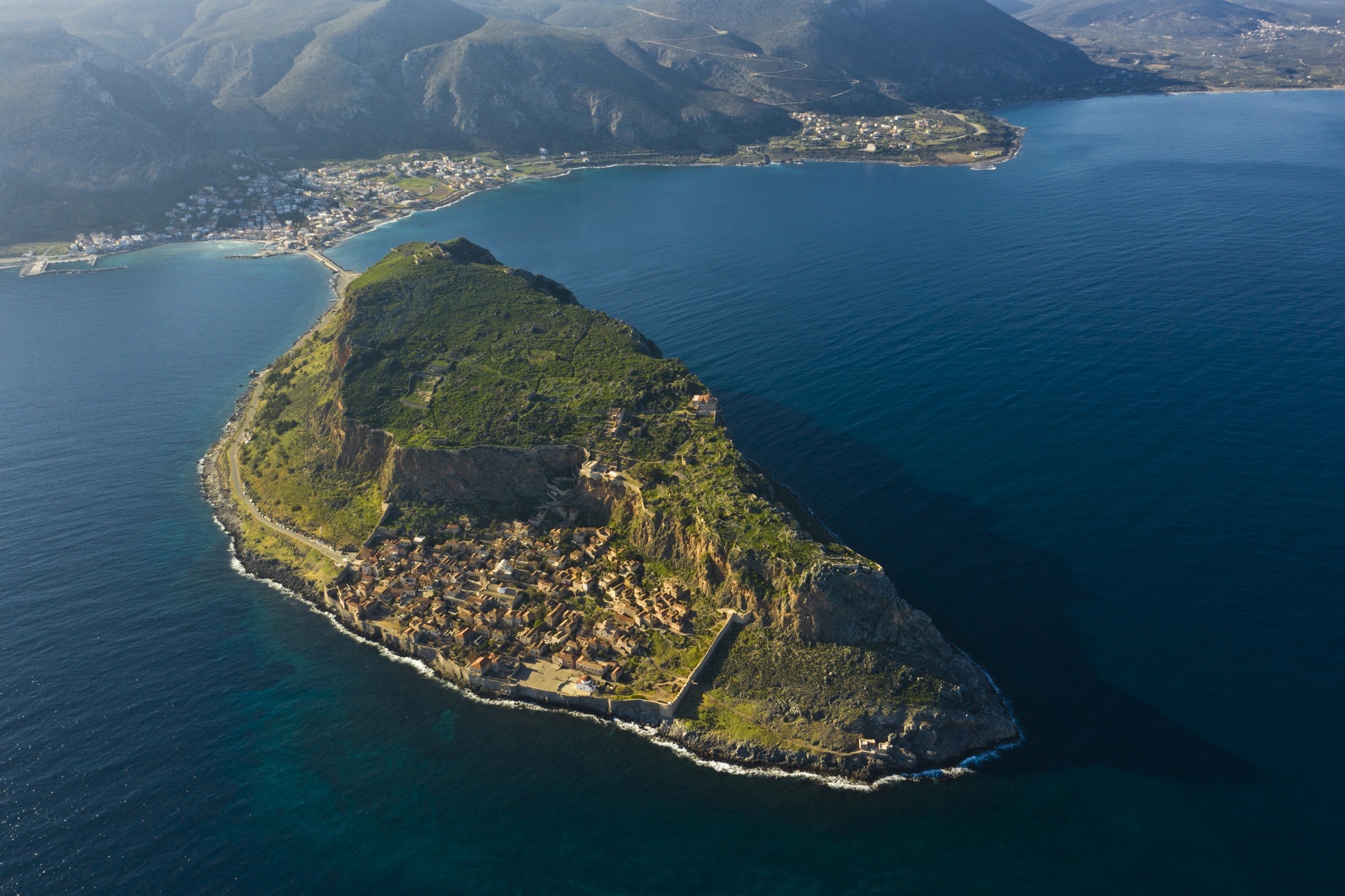
Ville fortifiée de Monemvasia

- Acrocorinthe : citadelle de Corinthe[2]
- Forteresse Palamède : fort à Nauplie
- Angelókastro : château byzantin à Corfou
- Château de Skiathos[3]
- Château de Mytilène : château situé sur l'île de Lesbos

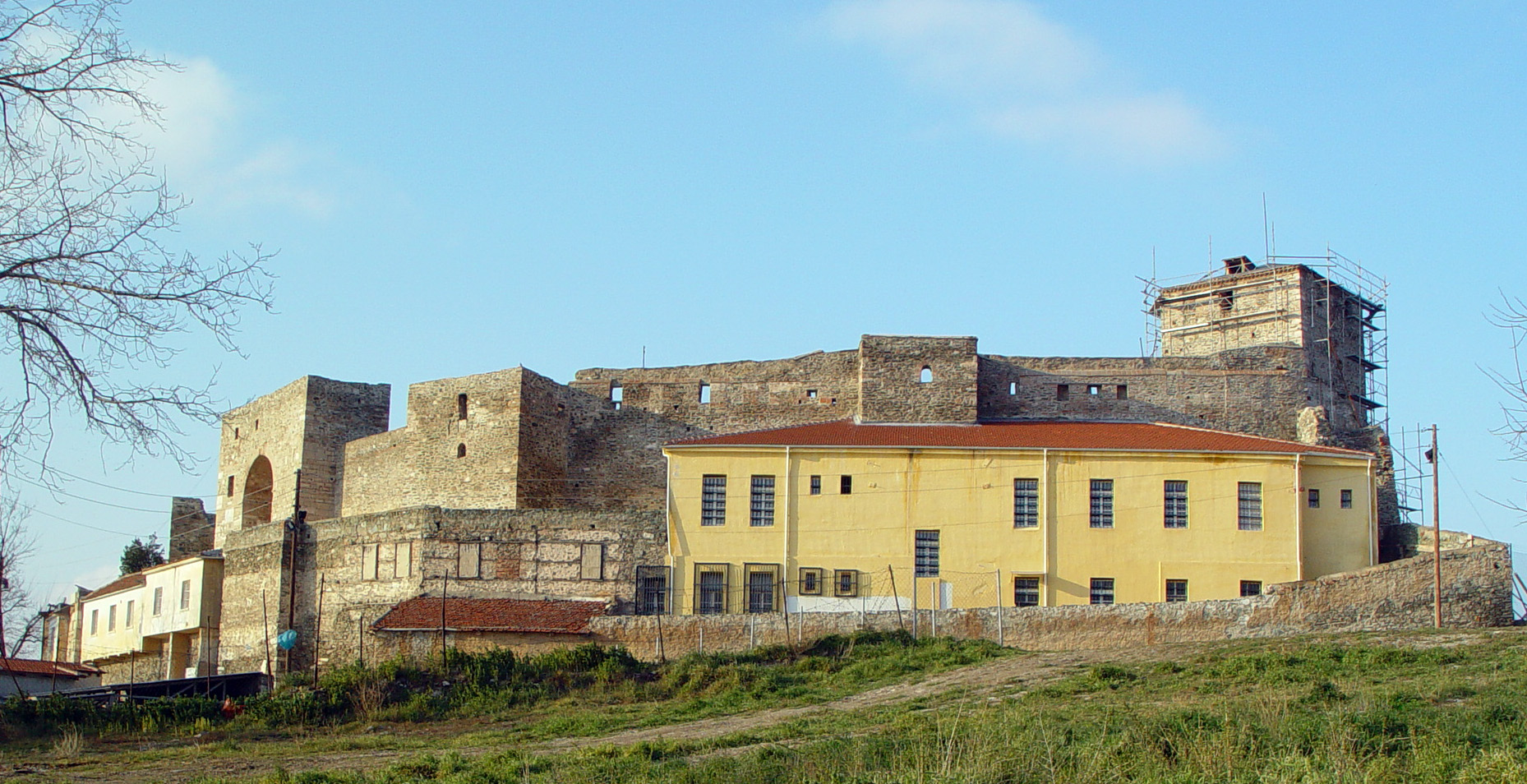
Forteresse d'Heptapyrgion

- Château de Patras : situé au pied du mont Panachaïkó

- Château de Léros : sur l'île de Leros
- Heptapyrgion : forteresse byzantine
- Château d'Ierápetra : situé dans la ville d'Ierápetra

- Forteresse de Karababa : sur une colline de Chalcis[4]
- Château d'Akova/ fortification médiévale située en Gortynie
- Château de Mistra : la forteresse dominant la ville médiévale de Mistra
- Château d'Antimáchia : situé sur l'île de Kos
- Château de Nerantziá : situé dans la ville de KosVue depuis le Kástro d'Astypalée

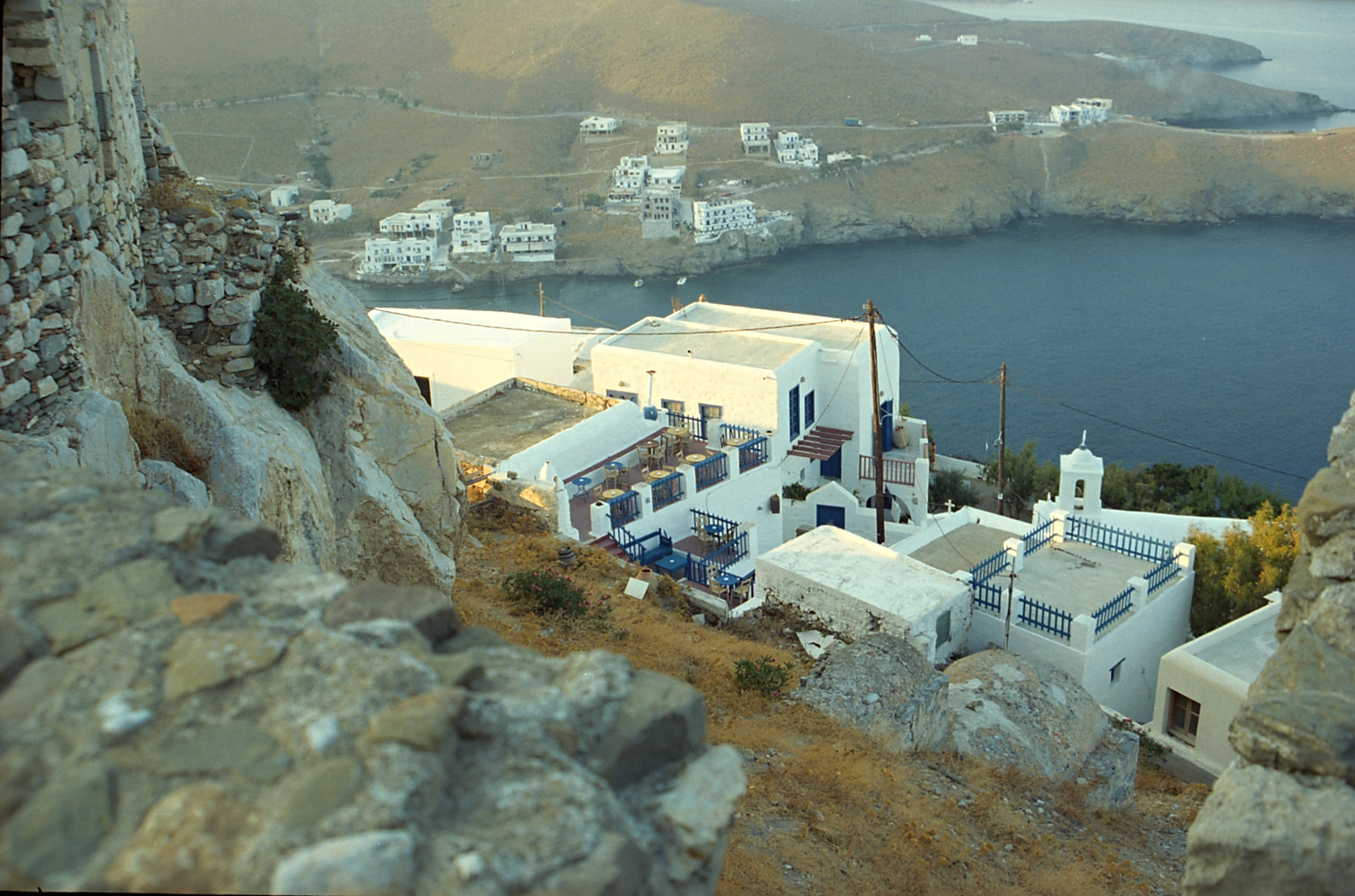
Vue depuis le Kástro d'Astypalée

- Château de Río : se situe à entrée du golfe de Corinthe
- Château de Riniássa : forteresse médiévale byzantine
- Kástro d'Antíparos : agglomération fortifiée située sur l'île d'Antíparos
- Château de Saint-Georges : situé à Kými
- Château de Santaméri : situé dans le sud-ouest de la Grèce
- Kástro d'Astypalée: agglomération fortifiée située sur l'île du même nom